# Mauro Forghieri
Mauro Forghieri (Modena, 13 gennaio 1935 – Modena, 2 novembre 2022) è stato un ingegnere, progettista e dirigente sportivo italiano, progettista di monoposto di Formula 1, direttore tecnico della Scuderia Ferrari dal 1962 al 1971 e dal 1973 al 1987, con la quale conquistò 7 titoli costruttori.

## Biografia
Figlio unico di Reclus e Afra Gori, nacque da famiglia di condizione operaia. Il padre era un abile tornitore che durante gli anni della Seconda guerra mondiale aveva lavorato per le officine meccaniche Ansaldo di Napoli, impegnate nello sforzo bellico. Di ritorno a Modena, al termine del conflitto, Reclus iniziò a lavorare per la Ferrari di Maranello, divenendo in breve tempo uno dei meccanici motoristi più autorevoli del Reparto corse. Nel frattempo Mauro frequentò il liceo scientifico e, nel 1959, si laureò in Ingegneria meccanica all'Università di Bologna con il progetto di un motore bicilindrico "piatto".

### In Ferrari

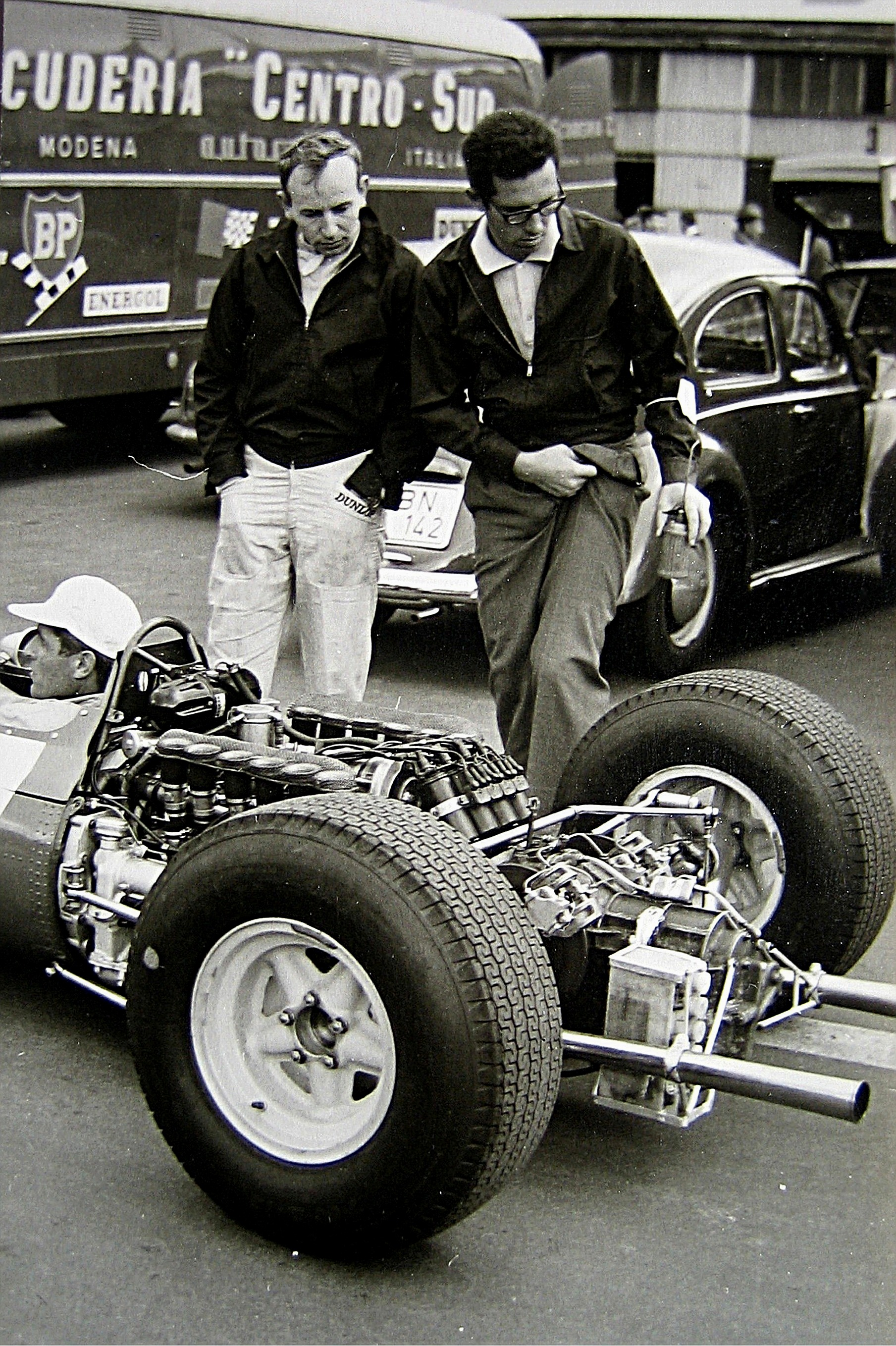
John Surtees, Mauro Forghieri e la Ferrari 158 ai box del Nürburgring nel 1965

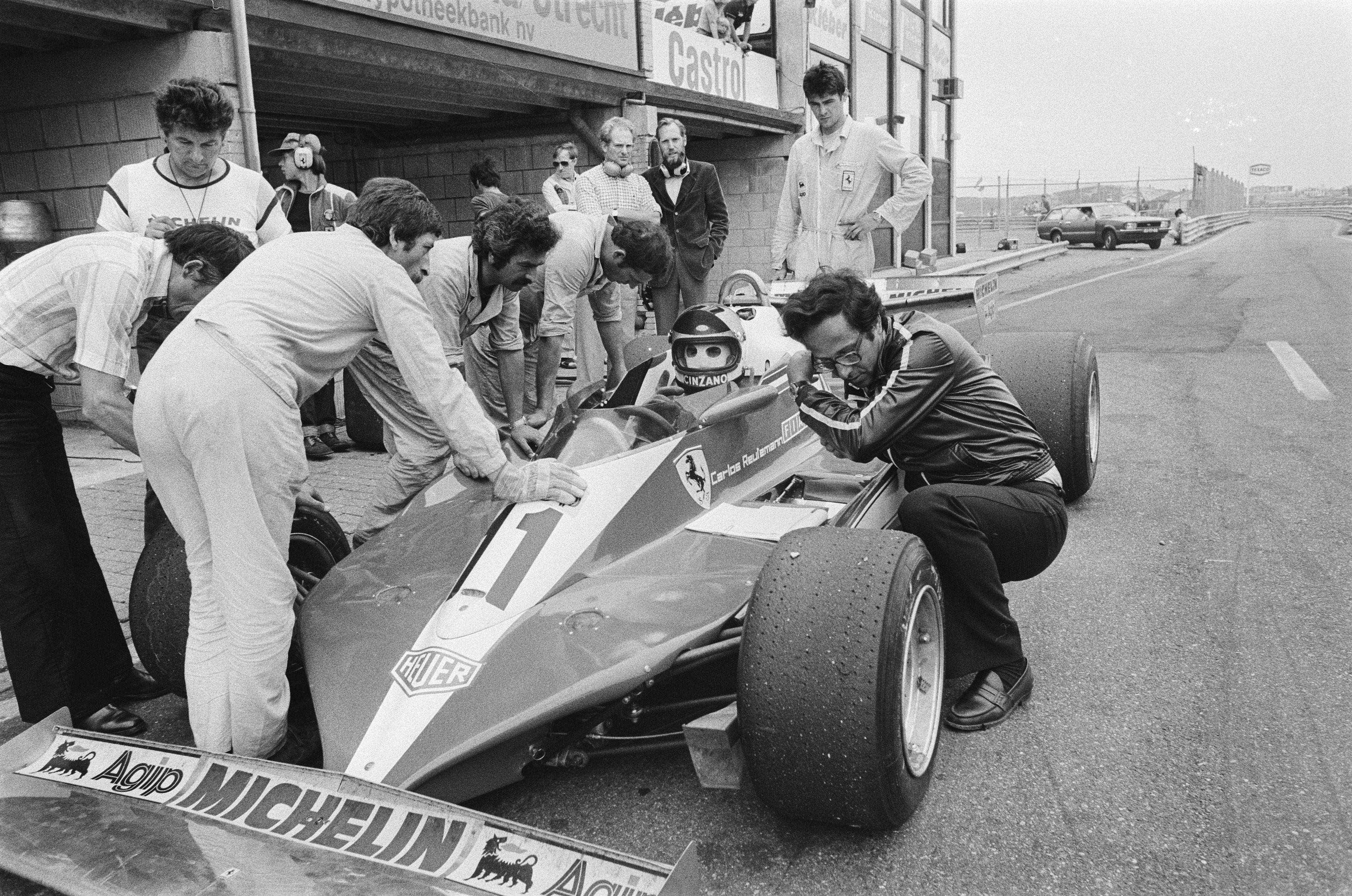
A destra, Forghieri nel 1978 sulla vettura di Reutemann

Nel 1959, appena raggiunta la laurea, grazie alle buone influenze del padre, fu immediatamente assunto alla Ferrari, in forza al reparto corse, contemporaneamente al coetaneo Gian Paolo Dallara. Forghieri venne assegnato allo sviluppo dei motori, mentre Dallara fu impiegato nella progettazione dei telai; entrambi sotto la direzione dell'ingegner Carlo Chiti. 
Sul finire del 1961, con il licenziamento di Chiti e il passaggio di Dallara alla Maserati, Forghieri fu chiamato da Enzo Ferrari nel ruolo di Responsabile del Reparto Tecnico per le vetture da corsa, dedicandosi principalmente alla Formula 1 e alle vetture della categoria Sport Prototipo.
Uno dei primi incarichi riguardò la messa a punto della 250 GTO, con la modifica del ponte posteriore al fine di migliorarne la stabilità nei curvoni veloci.
Tra i prototipi si segnalano i sei successi nel Mondiale Marche (ultimo dei quali conquistato nel 1972) e l'arrivo in parata alla 24 Ore di Daytona del 1967.
Nel 1969 si registra il successo nel Campionato europeo della montagna con la Ferrari 212 E.

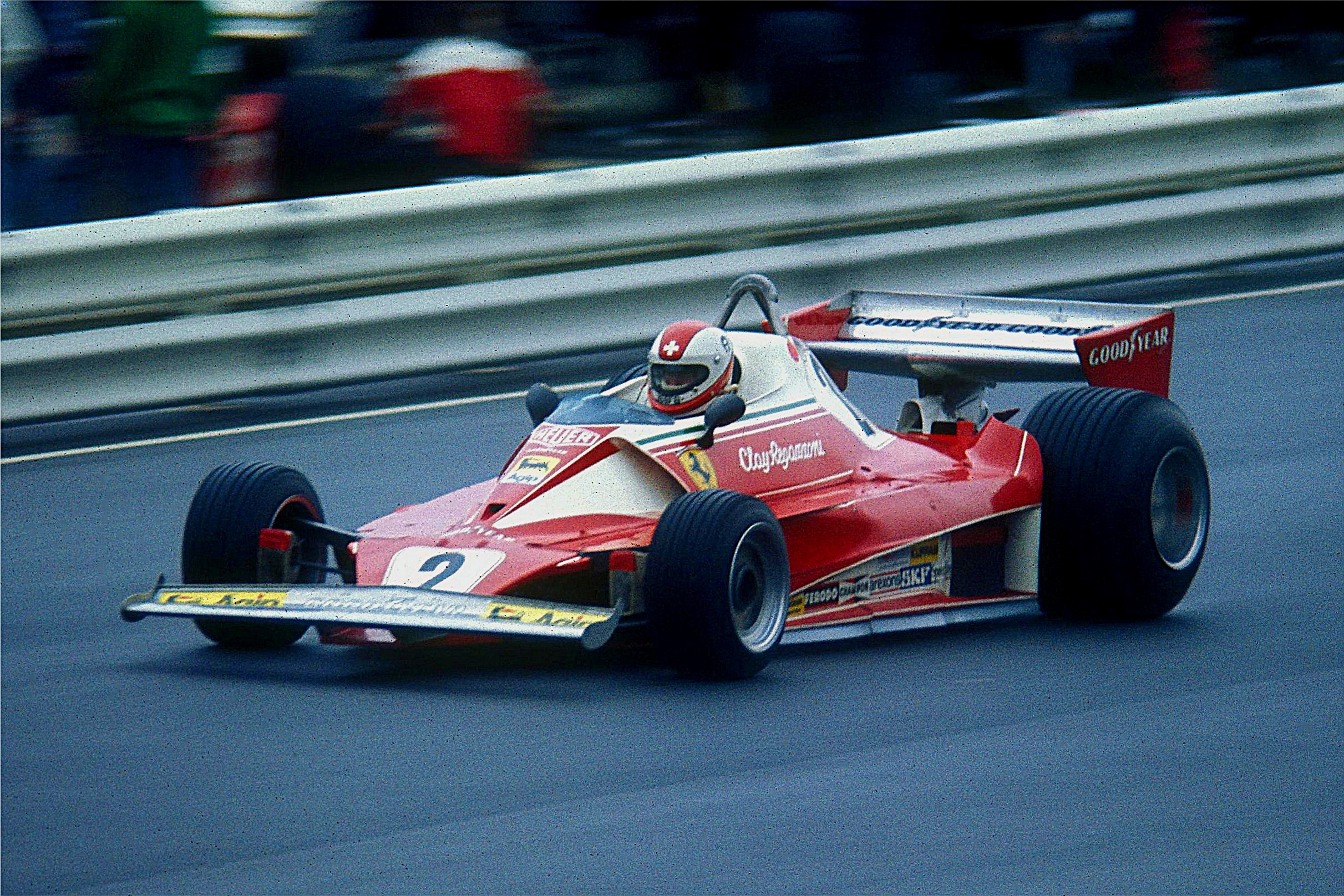
Ferrari 312 T2 di Clay Regazzoni

In Formula 1 la prima vittoria arrivò al Gran Premio di Germania del 1963, con la Ferrari 156 F1-63 di John Surtees. Al termine della stagione 1964 John Surtees, su Ferrari 158, ottenne il titolo di campione del mondo, mentre la scuderia vinse il titolo costruttori.
Nel 1968, durante il Gran Premio del Belgio, l'ingegner Forghieri introdusse i primi alettoni in una monoposto di Formula 1, destinati in un breve arco di tempo a rivoluzionare radicalmente la fisionomia di tutte le vetture da corsa.

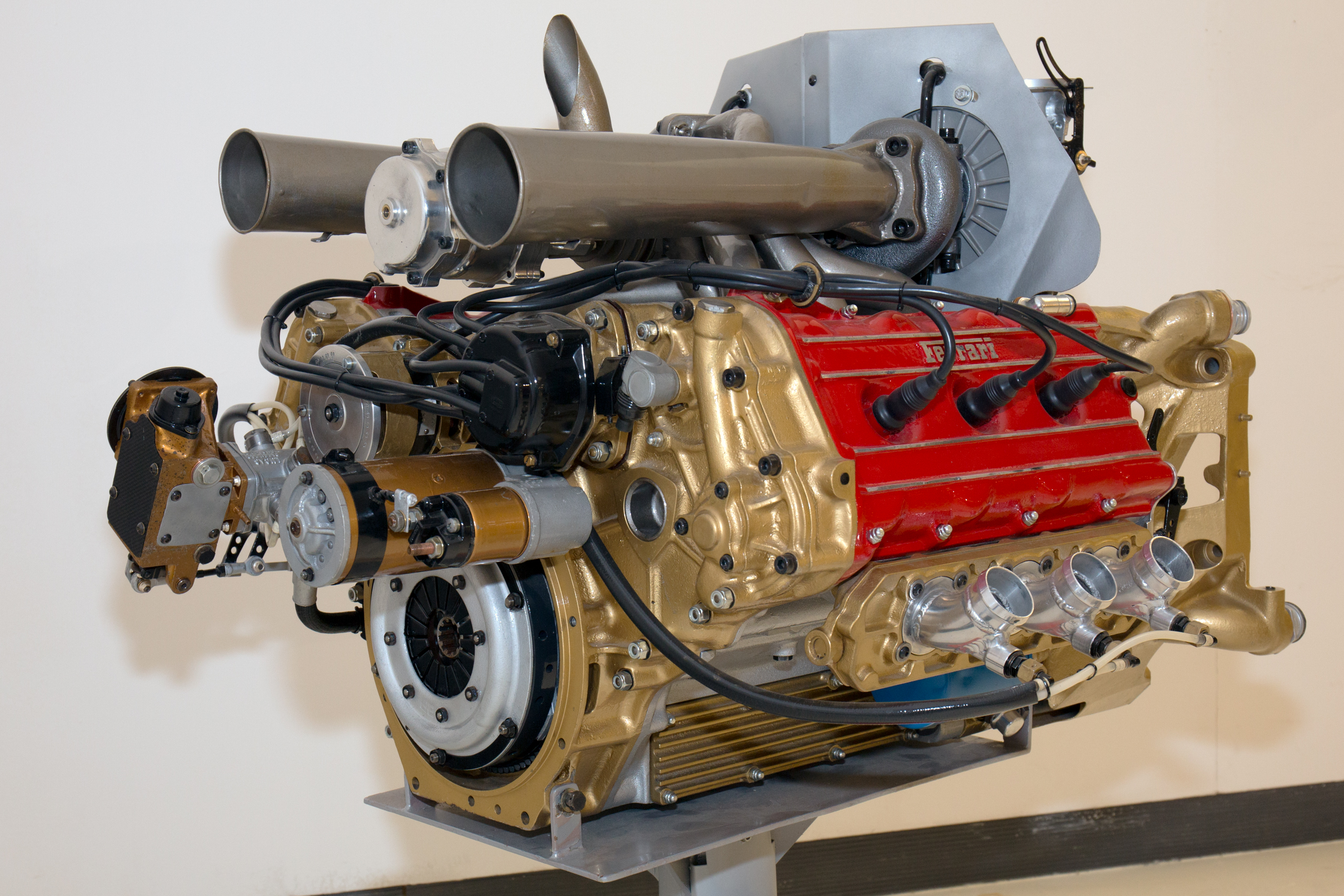
Il motore turbo tipo 021 della Ferrari 126 CK

Negli anni settanta progettò le fortunate vetture della serie 312 (in particolare le iridate 312 T, T2 e T4) con cambio trasversale, azionate da un propulsore a 12 cilindri "piatto", che tra il 1975 e il 1979 portarono alla vittoria di 4 campionati del mondo costruttori di Formula 1 e 3 titoli piloti (con Niki Lauda e Jody Scheckter).
Agli inizi degli anni 1980 Forghieri introdusse in Ferrari i motori turbocompressi, progettando la serie 126 (126 CK, 126 C2, 126 C3 e 126 C4), con la quale la scuderia si aggiudicò il mondiale costruttori nelle stagioni 1982 e 1983.
Sotto la sua guida, la Ferrari ha vinto complessivamente 54 Gran Premi iridati, 4 titoli mondiali piloti e 7 titoli mondiali costruttori.
Nel 1984, a causa di alcuni contrasti sorti a seguito della ristrutturazione della squadra corse promossa dalla FIAT, rassegnò le dimissioni, dedicandosi così alla progettazione di alcuni prototipi (come la Ferrari 408 4RM) in seno all'ufficio Ricerche e studi avanzati della Ferrari.

### In Lamborghini
Conclusa la sua esperienza in Ferrari nel 1987, Forghieri si unì, come membro del consiglio di amministrazione e responsabile tecnico, al team di Lamborghini Engineering, un'organizzazione voluta da Lee Iacocca a quel tempo CEO di Chrysler e artefice dell'acquisizione, da parte di quest'ultima, di Lamborghini, storica costruttrice emiliana di "Supercar".
In questa organizzazione — che aveva come direttore sportivo l'ex ferrarista Daniele Audetto — Forghieri progettò un motore aspirato V12 che partecipò al mondiale del 1989 con i colori della scuderia Larrousse (con Philippe Alliot alla guida).
A seguito delle performance positive del propulsore (che nel 1993 era stato provato dalla McLaren, con Ayrton Senna, che però fu poi allettata dalle offerte economiche della Peugeot), nacque il progetto di costruire un'intera vettura, finanziata dall'uomo d'affari messicano Fernando Gonzalez Luna. La vettura, la cui carrozzeria fu disegnata da Mario Tolentino, avrebbe dovuto debuttare nel 1991, ma, alla vigilia dell'inaugurazione ufficiale, Luna scomparve, assieme ad una cospicua somma di denaro di sponsorizzazione.
La vettura debuttò ugualmente sotto gli auspici finanziari dell'italiano Carlo Patrucco e sotto i colori del neonato Modena Team.

### Dopo la Formula 1
Conclusa l'esperienza — non fortunatissima — del Modena Team, Forghieri lasciò poco dopo anche la Lamborghini, per divenire, nel 1992, direttore tecnico della rinascente Bugatti. Forghieri lascia la Bugatti nel 1994 — anno in cui viene anche convocato come esperto a testimoniare al processo per la morte, sulla pista di Imola, del pilota Ayrton Senna — per cofondare, assieme a Franco Antoniazzi e a Sergio Lugli, la Oral Engineering Group, una società di progettazione meccanica di cui segue le attività, si ricorda ad esempio la commessa per la realizzazione del motore aspirato di Formula 1 della BMW. 
È morto a Modena il 2 novembre 2022 all'età di 87 anni. Dopo i funerali svoltisi presso la chiesa di San Pietro apostolo, la salma di Forghieri è stata cremata presso il tempio crematorio del Cimitero di San Cataldo, a Modena.
Nel 2024 è stato prodotto Mauro Forghieri: Il Calabrone che fece volare la Ferrari, diretto da Ylenia Politano, Forghieri è interpretato da Lorenzo Neri, il film è stato presentato al Motorvalley Festival di Modena.

## Opere
- M. Forghieri, D. Buzzonetti, Mauro Forghieri. 30 anni di Ferrari e oltre, Prato, Giunti Editore, 2008. ISBN 978-88-0906-209-2
- M. Forghieri, D. Buzzonetti, La Ferrari secondo Forghieri. Dal 1947 ad oggi, Vimodrone (MI), Giorgio Nada Editore, 2012. ISBN 978-88-7911-537-7
- M. Forghieri, M. Giachi, D. Buzzonetti, Capire la Formula 1: i segreti della sua evoluzione dagli anni '60 a oggi, Argelato (BO), Minerva, 2017. ISBN 978-88-7381-943-1